# 宮地信貞
宮地 信貞（みやじ のぶさだ、1748年（延享5年/寛延元年）- 1825年10月7日（文政8年8月25日））は、土佐藩士、大和流弓術の師範。字は「順右衛門」。自由民権家・宮地茂春の曾祖父。坂本龍馬の大叔父にあたる。

## 来歴

### 生い立ち
延享5年/寛延元年（1748年）、土佐藩郷士・山本信敬（伴蔵）の次男として土佐国高知城下（現・高知県高知市)に生まれる。前名は「山本謙二」、諱は「信貞」。実兄の山本信固（覚右衛門）は、坂本龍馬の実祖父にあたる。
安永元年（1772年）、土佐藩 第9代藩主・山内豊雍の時代、新規召出され、三人扶持・切米八石五斗を下し置かれる。

### 弓術家として
藩主・山内豊雍の参勤に従って江戸へ出、土岐美濃守家中の弘瀬左近右衛門に大和流弓術を学ぶ。
翌年、藩主の供をして帰国したが、のち、自力で江戸に出て弘瀬氏の允可を受けた。
天明3年12月（1783年12月下旬 - 1784年1月上旬）、叔父で潮江村郷士・宮地倫（伴七）の養子となり、祖父の氏である「宮地」に復す。
天明年間、鏡川が氾濫し潮江村に大水あり、大橋堤防を修繕の時、人夫400余名の飯米を請負う。

### 白札郷士に昇格
寛政12年（1800年）、弓術導方を命ぜられ御歩行格に進み、文政5年（1822年）、積年子弟育成の功により、白札郷士に昇格し上士格に列す。子孫も受け継いで、大和流弓術が軽格の士に広まった。
文政8年8月25日(1825年10月7日)死去。享年78歳。
法名は月輪院密來理覺信士。墓は高知県高知市南高見の横道の下端、松尾彦太郎墓地の南方畑の下の方にある。

## 家族
宮地家の遠祖は、伝承によれば日本武尊の第四王子・建貝児王(タケカヒノミコ)に発し、その子孫・宮道信勝が山城から土佐に下向して、高視（菅原道真の長子）に仕えたと称する。後に高視より授けられた菅原道真の遺品(鏡・剣)を御霊代としたのが土佐の潮江天満宮の起源とされ、土佐郡潮江村・宮地氏の宗家が代々同社の宮司を務めたというが年代が合わない。 。
- 六世祖父：宮地正勝（若左衛門）- 潮江天満宮宮司
- 五世祖父：宮地正重（平兵衛）
- 高祖父：宮地六郎右衛門
  - 曾祖父：宮地茂久[9][10]（五助、　　- 1707年[1]）
    - 祖父：宮地茂信（五助、　　- 1762年[1]）※婿養子
    - 祖母：宮地茂久の次女
      - 実父：山本信敬
      - 養父(実叔父)：宮地倫（伴七、1720年 - 1813年[1]）
        - 本人：宮地信貞（順右衛門、1748年 - 1825年[1]）
        - 妻：宮地倫の娘（1761年 - 1845年[1]）圓秀院瑩雪妙光信女
          - 嫡男：宮地茂好（臺三郎、　　-1859年[2][11]）
            - 孫(長男)：宮地茂光（亀十郎[2][12]）- 元治元年(1864年)、依弓術功労留守居組入被仰付[6]
            - 孫(長男)の妻：鹿持雅澄娘[2][13]
            - 孫(次男)：北代茂修（喜五郎）- 北代狭峯の養子となる[2]
            - 孫(三男)：宮地茂樹（甚蔵、自然、1825年 - 1891年）
            - 孫(三男)の妻：池田秋足(銘次)娘
              - 曾孫：宮地茂春（桃太郎、1860年 - 1895年）
              - 曾孫の妻：板垣退助の次女・軍子[3]
                - 玄孫：宮地茂秋（1886年 - 1977年）
                - 玄孫の妻：福岡秀猪の長女

## 補註
1. 1 2 3 4 5 6 7 8 9 10 11 12 13 14  『土佐の墓(2)』山本泰三著、土佐史談会、1987年（昭和62年）、151頁
2. 1 2 3 4 5 6 7 8  『御侍中先祖書系圖牒』旧山内侯爵家蔵（高知県立図書館寄託文書）
3. 1 2 3  “『板垣精神 -明治維新百五十年・板垣退助先生薨去百回忌記念-』”.  一般社団法人 板垣退助先生顕彰会 (2019年2月11日). 2020年9月1日閲覧。
4. ↑  『土佐名家系譜』では、諱を「信良」と記すが、同書の出典である『御侍中先祖書系圖牒』では「信貞」とあり、墓碑にも「信貞」とあるためこれに従う。
5. ↑  宮地信貞の父・山本信敬の弟が宮地倫。
6. 1 2  『土佐名家系譜』寺石正路編、高知教育会、1942年、576頁
7. ↑  『土佐史談』第69号
8. ↑  『土佐の宮地氏』
9. ↑  『潮江天満宮棟札(1)』寛文9年3月19日（1669年4月19日）、大願主・四位侍従対馬守源朝臣忠豊公。奉行・孕石頼母、安田弥市右衛門、岡田嘉右衛門、原四郎兵衛。大工・北岡十右衛門。庄屋・宮地五助
10. ↑  『潮江天満宮棟札(2)』元禄2年(南呂)8月21日（1689年10月4日）、大願主・土佐太守四位侍従松平土佐守藤原朝臣豊昌公。奉行・山内彦作信和、桐間兵庫義卓、孕石小右衛門元政、岡田嘉右衛門。作事役・島田三郎兵衛敦正。庄屋・宮地五助茂久
11. ↑  『土佐名家系譜』は、茂好の歿年を「安永五年」と記すが『御侍中先祖書系圖牒』および墓碑によれば「安政五年」が正しい。
12. ↑  『土佐名家系譜』は「茂好・茂修・茂樹」を兄弟とするが、出典となった『御侍中先祖書系圖牒』では「茂光・茂修・茂樹」を兄弟とするため、これに従う。
13. ↑  原文『御侍中先祖書系圖牒』に「鹿持孫平妹」とあり。「鹿持孫平雅慶」は『土佐名家系譜』に、「鹿持雅澄の長男」とあるため、「鹿持孫平妹」から「鹿持雅澄娘」に訂正。

## 参考史料
- 『宮地家資料』オーテピア高知(高知市民図書館) - 史料管理番号:LC200000038
- 『宮地美彦資料』オーテピア高知(高知市民図書館) - 史料管理番号:LC200000054